# Commission de la protection des informations personnelles
La Commission de protection des informations personnelles (個人情報保護委員会, Kojin jōhō hogo iinkai, PPC) est une commission gouvernementale japonaise chargée de la protection des informations personnelles. Elle a été créée le 1er janvier 2016 pour remplacer la Commission spécifique de protection des informations personnelles. La commission était initialement composée de huit commissaires et d'un président nommés par le Premier ministre avec l'accord de la Diète nationale. Le nombre de membres de la commission est passé de quatre à huit en février 2016.
C'est l'interlocuteur national pour les questions d'application du Réglement Général sur la Protection des Données (RGPD).